# Zajsan (jezioro)

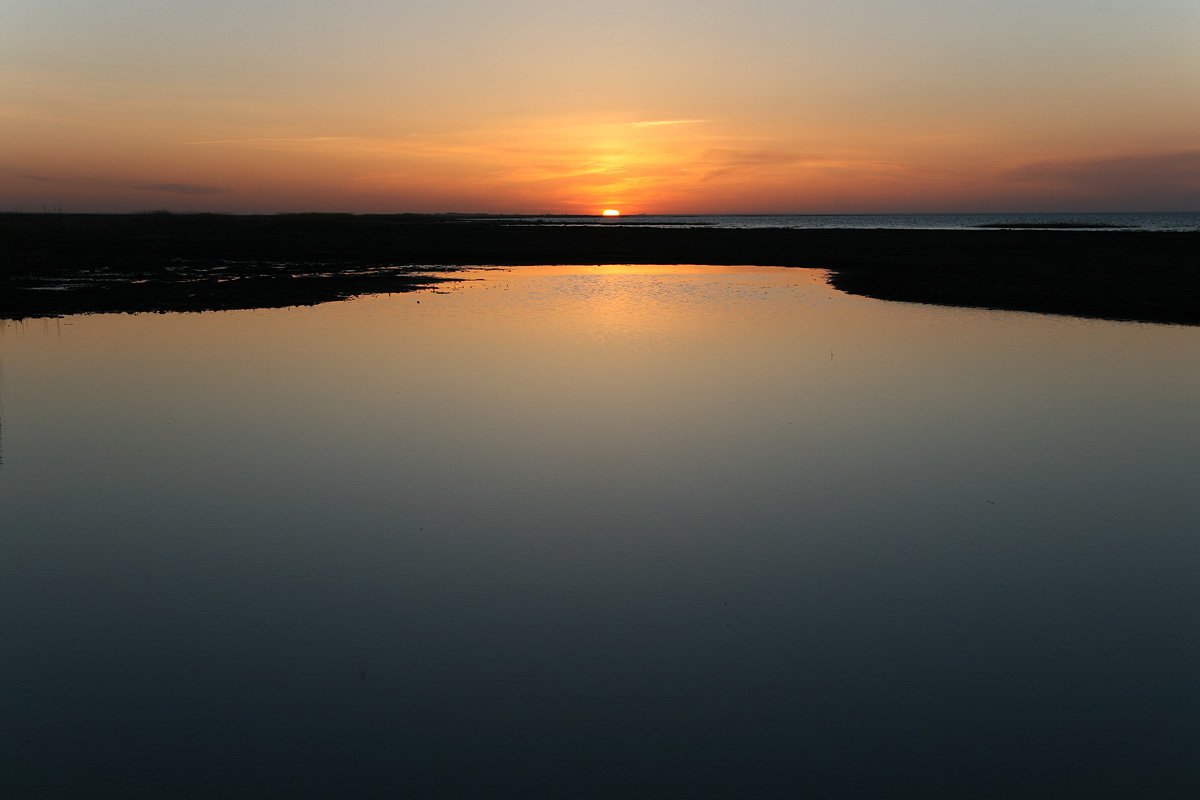
Jezioro Zajsan

Zajsan (kaz. Зайсан көлі, Zajsan köly; ros. Зайсан) – jezioro w Kazachstanie, w śródgórskiej kotlinie (Kotlina Zajsańska) między górami Ałtaj oraz Tarbagataj. Jezioro to stanowi część Zbiornika Buchtarmińskiego, który został utworzony przez zaporę Elektrowni Buchtarmskiej. Powierzchnia jeziora przed spiętrzeniem jego wód wynosiła 1810 km², a głębokość 10 m.
Do jeziora uchodzi rzeka Czarny Irtysz, a wypływa z niego rzeka Irtysz. Jezioro jest wykorzystywane do hodowli ryb, żeglugi oraz produkcji energii elektrycznej.